# Вияр, Жак
Жак Мари́ Эдм Вия́р (фр. Jacques Marie Edme Vielliard; 22 августа 1944, Париж, Франция — 9 августа 2010, Белене, штат Пара, Бразилия) — французский орнитолог.

## Биография
Жак Мари Эдм Вияр родился в Париже в конце Второй мировой войны. Окончил лицей Людовика Великого, затем получил в Парижском университете степень бакалавра (1967), магистра (1968), после чего защитил докторскую диссертацию по экологии при Высшей нормальной школе (1971).
С детства интересовался птицами и мечтал изучать их. Уже в возрасте 18 лет отправился в составе международной экспедиции в Доньяну в Испании; подготовленный Вияром 400-страничный доклад по итогам экспедиции привёл к созданию там в 1969 году первого в Испании национального парка. В 1967—1971 годах возглавлял отдел Западной Азии в Международном бюро по изучению диких перелётных птиц (англ. International Wildfowl Research Bureau). Позднее по поручению французского Института развития занимался изучением орнитологии центральноафриканского озера Чад, что позволило ему изменить бытовавшее представление о существовании центральноафриканского экорегиона — по мнению Вияра, это место является контактной зоной между западноафриканской и восточноафриканской орнитофауной. В дальнейшем вёл курс по экологии птиц при Высшей нормальной школе в Париже, одновременно с этим сотрудничал с Национальным музеем естественной истории и был редактором международного орнитологического журнала Alauda. В 1976 году описал алжирского поползня — единственный новый вид птиц из Западной Палеарктики, описанный в XX веке. В тот же год подготовил первое звуковое руководство по птицам североафриканского региона.
В этот момент президент Бразильской академии наук Ариштидиш Пачеко Леан отправился в Европу в поисках людей, готовых помочь в организации экологических полевых исследований в Бразилии. Пачеко Леан провёл встречи с несколькими крупными французскими учёными, среди которых были Анри Айм де Бальзак из Французской академии наук, Жаком Берлиозом из Национального музея естественной истории, Франсуа Бурльером и Максимом Ламоттом из Высшей нормальной школы, которые порекомендовали тому привлечь к работе Вияра.
В августе 1973 года совместно с орнитологами Гельмутом Сиком и Аугусто Руски и ботаником Дардано де Андраде-Лимой (порт. Dárdano de Andrade-Lima) организовал экспедицию в Северо-Восточный регион Бразилии. Жак Вияр заложил основы для дальнейшего изучения бразильской орнитофауны, разработав инновационные методики записи и анализа голосов птиц и количественной оценки их сообществ. В последующие годы совершил ещё несколько поездок в Бразилию. В 1978 году бразильские учёные Зеферино Ваш, Сержио Порто и Фернандо де Авила-Пиреш предложили Вияру создать лабораторию биоакустики в Университете Кампинаса, и он согласился. Сегодня эта лаборатория является современным исследовательским центром и одним из крупнейших архивов звуков животных. Работа лаборатории привела к открытию целого ряда новых видов, в том числе амазонского воробьиного сыча Glaucidium hardyi Vielliard (1989) и большой кустарниковой мяхохвостки Asthenes luizae Vielliard (1990).
Также в честь Жака Вияра названы козодои Nyctiprogne vielliardi (Lencioni-Neto, 1994) и Caprimulgus hirundinaceus vielliardi (Ribon, 1995), а также ложная рогатка Proceratophrys vielliardi (Martins & Giaretta, 2011).
С 24 мая 1996 года — член-корреспондент Бразильской академии наук. Скончался 9 августа 2010 года в Белене, штат Пара, Бразилия, от малярии, где и был похоронен.